# Hittnau
Hittnau (gzu. Hittni) – miejscowość i gmina (Politische Gemeinde) w północnej Szwajcarii, w kantonie Zurych, w okręgu (Bezirk) Pfäffikon.  

## Demografia
W Hittnau mieszka 3756 osób. W 2021 roku 7,8% populacji gminy stanowiły osoby urodzone poza Szwajcarią.

## Transport
Przez teren gminy przebiega droga główna nr 337.